# Романово (Панкрушихинський район)
Рома́ново (рос. Романово) — село у складі Панкрушихинського району Алтайського краю, Росія. Адміністративний центр Романовської сільської ради.

## Населення
Населення — 508 осіб (2010; 781 у 2002).
Національний склад (станом на 2002 рік):
- росіяни — 94 %